# Aleksandros Dzorwas
Aleksandros Dzorwas (gr. Αλέξανδρος Τζόρβας, Aléxandros Tzórvas; ur. 12 sierpnia 1982 w Atenach) – piłkarz grecki grający na pozycji bramkarza.

## Kariera klubowa
Dzorwas urodził się w Atenach. Pierwsze piłkarskie kroki stawiał w szkółce jednego z najbardziej utytułowanych klubów w kraju, Panathinaikosu. Nie mógł jednak przebić się do podstawowego składu i był rezerwowym dla kolejnych reprezentantów kraju, Andoniosa Nikopolidisa, Kostasa Chalkiasa i Stefanosa Kotsolisa. W 2002 roku trafił na wypożyczenie do trzecioligowego zespołu AO Ajiu Nikolau, w którym spędził rok. Natomiast w 2003 roku wypożyczono go do innego zespołu z tej ligi, GS Marko. Latem wrócił do Panathinaikosu, ale występował głównie w rezerwach tego klubu, a na początku 2006 roku znów został wypożyczony, tym razem do AO Trasiwulos Filis. Na sezon 2006/2007 Dzorwas wrócił do Aten i był rezerwowym dla Chorwata Mario Galinovicia i Kameruńczyka Pierre’a Ebéde. Rozegrał jedno spotkanie w pierwszej lidze.
W lipcu 2007 Dzorwas opuścił Panathinaikos i przeszedł do OFI 1925 w ramach wymiany za innego golkipera Orestisa Karnezisa. W drużynie OFI zadebiutował 4 listopada w przegranym 0:1 wyjazdowym spotkaniu z Atromitosem. Do końca sezonu był podstawowym zawodnikiem klubu z miasta Iraklion i wygrał rywalizację z Belgiem Tristanem Peersmanem. W 2008 roku wrócił do Panathinaikosu i w 2010 roku został z nim mistrzem kraju.
W 2011 roku Dzorwas przeszedł do włoskiego US Palermo. Następnie grał w Genoi, Apollonie Smyrnis oraz w indyjskim NorthEast United FC. W 2014 roku zakończył karierę.

## Kariera reprezentacyjna
W 2003 roku Dzorwas wystąpił w jednym spotkaniu młodzieżowej reprezentacji Grecji U-21. 21 marca 2008 został powołany jako trzeci bramkarz przez selekcjonera Otto Rehhagela do kadry na towarzyskie spotkanie z Portugalią. Wiosną znalazł się w 23-osobowej kadrze na Euro 2008.